# عبد الله باشا محسن زاده جلبي
عبد الله باشا محسن زاده جلبي (بالتركية: Muhsinzade Abdullah Paşa)‏ كان الصدر الأعظم للدولة العثمانية في الفترة ما بين 6 أغسطس 1737 حتى 19 ديسمبر 1737.